# Marolla
Marolla, właśc. Fiodermundo Marolla Júnior (ur. 7 lutego 1961 w Jaú) – brazylijski piłkarz i trener, występujący podczas kariery na pozycji bramkarza.

## Kariera klubowa
Karierę piłkarską Marolla rozpoczął w klubie XV de Jaú w 1978 roku. W lidze brazylijskiej zadebiutował 8 listopada 1979 w przegranym 1-0 meczu z Maranhão São Luís. Dobra została zauważona przez Santos FC, do którego Marolla wkrótce trafił. W Santosie występował do 1985. Z Santosem zdobył mistrzostwo stanu São – Campeonato Paulista w 1984.
W latach 1985–1990 występował w Athletico Paranaense. Z klubem z Kurytyby trzykrotnie zdobył mistrzostwo stanu Paraná – Campeonato Paranaense w 1985, 1988 i 1990. W barwach Athletico Paranaense 14 grudnia 1989 w wygranym 4-1 meczu z Guarani FC Marolla wystąpił po raz ostatni w lidze brazylijskiej. Ogółem w latach 1979–1989 wystąpił w lidze w 155 meczach.
W latach 1989–1992 Marolla występował kolejno w Criciúmie, Botafogo Ribeirão Preto i Goiatubie. Z Goiatubą zdobył jedyne w jej histroii mistrzostwo stanu Goiás – Campeonato Goiano w 1992. Karierę zakończył karierę w Losano Paulista w 1995 roku.

## Kariera reprezentacyjna
W reprezentacji Brazylii Marolla zadebiutował 30 października 1980 w wygranym 6-0 towarzyskim meczu z reprezentacją Paragwaju. Drugi i ostatni raz w reprezentacji Marolla wystąpił 14 lutego 1981 w wygranym 6-0 towarzyskim meczu z reprezentacją Ekwadoru.
| Mecze i gole w reprezentacji | Mecze i gole w reprezentacji | Mecze i gole w reprezentacji | Mecze i gole w reprezentacji | Mecze i gole w reprezentacji | Mecze i gole w reprezentacji | Mecze i gole w reprezentacji |
| #                            | Data                         | Miasto                       | Przeciwnik                   | Gol                          | Wynik                        | Rozgrywki                    |
| ---------------------------- | ---------------------------- | ---------------------------- | ---------------------------- | ---------------------------- | ---------------------------- | ---------------------------- |
| 1.                           | 30.10.1980                   | Goiânia                      | Paragwaj                     |                              | 6:0                          | towarzyski                   |
| 2.                           | 14.02.1981                   | Quito                        | Ekwador                      |                              | 6:0                          | towarzyski                   |